# غلامعلی جعفرزاده ایمن‌آبادی
غلامعلی جعفرزاده ایمن‌آبادی (زاده ۱۳۴۵ تهران) سیاستمدار ایرانی است که از سال ۱۳۹۱ تا ۱۳۹۹ در دوره‌های دهم مجلس شورای اسلامی و نهم مجلس شورای اسلامی نماینده رشت بود. وی از جانبازان جنگ ایران و عراق است و پیش از حضور در مجلس نهم، ریاست بنیاد شهید و امور ایثارگران استان گیلان را برعهده داشت. وی در انتخابات مجلس یازدهم شرکت کرد که به دلیل عدم التزام به اسلام رد صلاحیت شد.

## زندگی‌نامه

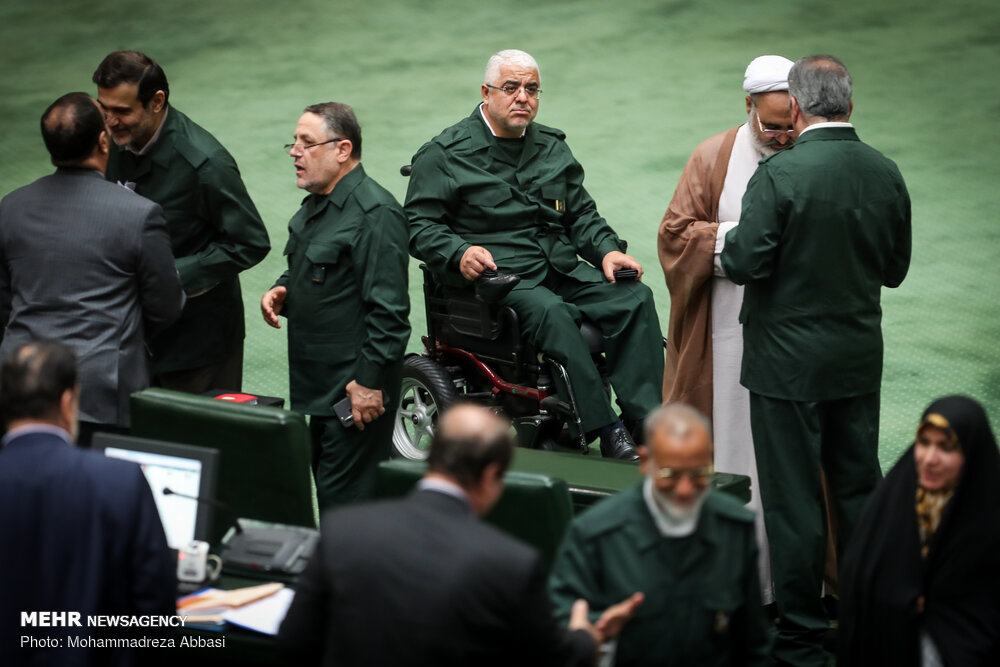
جعفرزاده در لباس سپاه پاسداران، در محکومیت قرار گرفتن سپاه در فهرست گروه‌های تروریستی دولت ایالات متحدهٔ آمریکا

غلامعلی جعفرزاده ایمن‌آبادی در سال ۱۳۴۵ در تهران زاده شد.
وی جانباز ۷۰ درصد جنگ ایران و عراق در شلمچه است و از ویلچر استفاده می‌کند. او در حال حاضر عضو هیئت علمی دانشگاه گیلان است.
جعفرزاده در ۱۳۹۱ در نهمین دوره انتخابات مجلس با کسب ۴۳٬۹۴۶ رأی در مرحله دوم، به عنوان یکی از نمایندگان شهرستان رشت به مجلس نهم راه یافت. او در دوران چهار ساله نمایندگی‌اش در مجلس نهم در کمیسیون برنامه و بودجه و محاسبات مجلس عضویت داشت. وی در سال اول از مجلس دهم نیز به عضویت در کمیسیون برنامه و بودجه و محاسبات مجلس درآمد؛ ولی در سال دوم از مجلس دهم به کمیسیون تدوین آیین‌نامه داخلی مجلس پیوست.
جعفرزاده در انتخابات سال ۱۳۹۴ نیز نامزد شد. گرچه صلاحیت وی در ابتدا مورد تأیید هیئت‌های نظارت اولیهٔ شورای نگهبان قرار نگرفت. اما صلاحیت او توسط هیئت‌های نظارت عالیه شورای نگهبان مورد تأیید قرار گرفت. وی در اردیبهشت ۱۳۹۶ طی حکمی از سوی محمد شریعتمداری، به‌عنوان رئیس ستادهای مردمی حسن روحانی در استان گیلان منصوب شد.

## جنجال‌ها

### بورسیه‌های غیرقانونی
سخنرانی وی در صحن علنی مجلس در انتقاد از اعطای بورسیه‌های غیرقانونی (برای تحصیل در مقطع دکترای تخصصی) توسط مسئولان وزارت علوم ریاست‌جمهوری محمود احمدی‌نژاد بسیار مورد توجه قرار گرفت.

### تحصیل در مقطع دکترا
در ۱۱ دی ۱۳۹۴ یعنی در میانه کار دولت یازدهم، رضا جمشیدی عضو هیئت علمی دانشگاه گیلان طی یک نامه رسمی، به قانون‌گریزی جعفرزاده اعتراض کرد. جمشیدی در این نامه ضمن اشاره به قبولی و ادامه تحصیل جعفرزاده در مقطع دکترا، بدون شرکت در آزمون و بدون شرکت در مصاحبه، از یک سو و از سوی دیگر به انتقال غیرقانونی او از دانشگاه گیلان به دانشگاه صنعتی خواجه نصیرالدین طوسی اعتراض کرد. جمشیدی در این نامه همچنین نوشت:
فشار به دانشکده و گروه عمران برای موافقت صوری با انتقال آقای جعفرزاده به هیچ عنوان با اصول تدبیر و امید همخوانی ندارد.

در دوره دهم مجلس شایعاتی مبنی بر جانباز نبودن غلامعلی جعفرزاده نماینده وقت رشت در مجلس شورای اسلامی در کانال‌های تلگرامی پخش شد. گویا بعد از وجود نداشتن پرونده ای مبنی بر مجروحیت در بنیاد شهید ایجاد شده بود. این موضوع واکنش یکی از کاندیداهای مجلس یازدهم را برانگیخت و با سؤال جمع زیادی از افکار عمومی همراه بود که خواستار عکسی از جعفرزاده در دوران جنگ شدند.

### جشن تولد حساب کاربری اینستاگرام
غلامعلی جعفرزاده ایمن‌آبادی در ۲۲ شهریور ۱۳۹۶ طی مراسمی برای دو سالگی صفحهٔ اینستاگرام خود جشن تولد گرفت. او در این مراسم در جمع دوستان و همکارانش کیکی را برید که روی آن لوگوی اینستاگرام نقش بسته‌بود و عدد ۱۸/۴K به نشانهٔ تعداد فالوئرهای حساب کاربری نوشته شده بود. این حرکت جعفرزاده ایمن‌آبادی هم در شبکه‌های اجتماعی و هم در سایت‌های سیاسی مورد انتقاد گسترده واقع شده و کار او باعث «تقلیل جایگاه و شأن نمایندگی در مجلس» دانسته شد.

## دیدگاه‌ها و نظرات

### مسکن مهر
جعفرزاده در اردیبهشت ۱۳۹۱ در گفتگو با خبرگزاری فارس در خصوص پروژه مسکن مهر گفت:
مسکن مهر، اقدام بسیار خوبی در دولت‌های نهم و دهم بود و نقطه مثبتی در کارنامه دولت احمدی‌نژاد است. مسکن مهر کار بسیار بزرگ و انقلابی بود، که توسط دولت احمدی‌نژاد انجام شد و در تاریخ ایران ثبت می‌شود.
وی در ۱۲ اردیبهشت ۱۳۹۲ چند هفته پس از پیروزی حسن روحانی در انتخابات ریاست جمهوری ۱۳۹۲ گفت:
این پروژه بدون کار کارشناسی انجام شده و طرحی شتاب زده و عجولانه بوده است.

### انتقاد از اصلاح‌طلبان
جعفرزاده ایمن آبادی در مهر ۱۳۹۳ در گفتگو با خبرنگار خبرگزاری خانه ملت، با اشاره به شروع فعالیت‌های زود هنگام جریان اصلاح‌طلب برای ورود به انتخابات مجلس دهم گفت:
با توجه به سابقه فعالیت انتخاباتی اصلاح‌طلبان در سال ۱۳۸۸، در هر مقطعی که این جریان از قانون خارج شود، هیچ عقل منطقی با آن‌ها همراهی نمی‌کند و تنها تا زمانی که حرفی در جهت توسعه سیاسی، اجتماعی و اقتصادی کشور داشته باشند می‌توانند فعالیت کنند. اصلاح‌طلبان بارها نشان دادند که نمی‌توانند راهکاری برای حل مشکلات جامعه ارائه دهند.

### فصل‌الخطاب بودن رهبری
جعفرزاده، عضو شورای مرکزی فراکسیون اصولگرایان رهروان ولایت مجلس شورای اسلامی در شهریور ۱۳۹۴ در گفتگو با خبرنگار خبرگزاری خانه ملت گفت:
نظر رهبری برای هر قوای سه‌گانه همواره روشن‌کننده مسیر راه بوده و هست و با وجود تمامی اختلاف‌نظرها و سلیقه‌هایی که ناشی از وجود دموکراسی در کشور وجود دارد، همه ما تابع فرمایش‌های ولایت هستیم.

### شورای نگهبان
جعفرزاده در بهمن ۱۳۹۴، در مورد جایگاه شورای نگهبان گفت:
ضرورت وجودی شورای نگهبان انکارناپذیر است، اگر شورای نگهبان نباشد، مجلس و حتی قوانینی که وضع می‌شود، ضداسلامی و دینی و مصالح ملی کشور خواهد بود. دشمن برای نفوذ به دنبال حذف شورای نگهبان است. به دلیل اینکه شورای نگهبان سدی بزرگ در مقابل نفوذی که رهبری تذکر داده‌اند است، بنابراین حفظ حرمت شورای نگهبان بر همه واجب است.

### انتقاد از وزیر کشور
جعفرزاده در اردیبهشت ۱۳۹۵ ضمن انتقاد از گشت ارشاد نامحسوس و نیز عدم صدور اعتبارنامه مینو خالقی جهت حضور در مجلس دهم گفت:
الان شصت کرسی برای مجلس باقی مانده است. باید به هر شکلی شده مردم را از دولت ناامید کنند. در این وضعیت وزارت کشور باید ورود کند، تا در انتخابات مرحله دوم چنین مسائلی بر روی مردم اثرگذار نباشد. در صورتی که وزیر کشور در این رابطه ابراز بی‌اطلاعی کند، یا بگوید من کاره‌ای نیستم همان بهتر که در آن وزارت‌خانه را با چنین وزیری ببندیم. در همین رابطه در صورتی که در مرحله بعدی وزارت کشور در خصوص پرونده منتخب مردم اصفهان اظهار نظر نکند و موضوع را به بررسی اعتبار نامه‌ها موکول نکند وی را استیضاح خواهیم کرد. اگر وزیر کشور در مورد پرونده مینو خالقی و پلیس نامحسوس اخلاقی کوتاهی کند و تنها نقش تماشاگر را بازی کند، عاقبت خوبی برای آقای رحمانی فضلی پیش‌بینی نمی‌کنم.»

### تجلیل از هاشمی‌رفسنجانی
در مهرماه ۱۳۹۵، غلامعلی جعفرزاده در گفتگو با خبرگزاری ایلنا با تجلیل از خدمات اکبر هاشمی رفسنجانی گفت:
ایشان فرد عاقلی بود، که خدمات بسیار ارزنده‌ای در زمان جنگ و پیش و پس از آن به کشور داشت و نمی‌توان این خدمات را کتمان کرد. به نظر می‌رسد عده‌ای همواره به‌دنبال ایجاد هجمه به آیت‌الله هاشمی هستند.

### جنگ ایران و عراق
غلامعلی جعفرزاده در اظهاراتی در مهر ۱۳۹۵ ضمن دفاع از اکبر هاشمی رفسنجانی، به تحلیل علت پایان جنگ ایران و عراق پرداخت و گفت:
به نظر می‌رسد محسن رضایی در سال‌ها و به‌ویژه روزهای پایانی جنگ، دچار خستگی شده‌بود. محسن رضایی در زمان جنگ مسئولیت بسیار مهمی برعهده داشت و با این حال، هنوز جوان بود و سن و سال کمی داشت و به همین دلیل، خستگی ناشی از جنگ هشت‌ساله را به دیگران تعمیم می‌داد.
ایمن‌آبادی در روز نخست جنگ ایران و عراق ۱۴ ساله بوده است.

### رأی اعتماد به وزیران کابینه دوازدهم
در مرداد ماه سال ۱۳۹۶ جعفرزاده در واکنش به وزیران معرفی شده از سوی حسن روحانی برای دولت دوازدهم، گفت:
آقای جهرمی، به دلیل سابق منفی‌اش نسبت به حوادث سال ۱۳۸۸ و بعد از آن، رأی نخواهد آورد. البته این نظر شخصی بنده است و نه تنها به او رأی نمی‌دهم بلکه به عنوان مخالف هم صحبت می‌کنم. جعفرزاده افزود: آقای بطحایی نیز در شأن آموزش و پرورش و فرهنگیان نیست.
نظر جعفرزاده در خصوص آذری جهرمی، چند روز بعد عوض شد. جعفرزاده در سخنان جدید خود گفت:
سوابق تخصصی و درخشان آذری جهرمی، به‌عنوان مکمل تحصیلات او خواهد بود و بدون شک جهرمی از نخبگان عرصه مخابراتی در کشور است. متأسفانه رسانه‌های معاند با بغض و کینه به آذری جهرمی حمله می‌کنند، اما مجلس با رأی قاطع نشان خواهد داد که حامی جوان‌گرایی است.
نظر جعفرزاده در خصوص سید محمد بطحایی نیز به سرعت تغییر کرد. وی وزیر پیشنهادی دولت دوازدهم برای آموزش و پرورش را گزینه مناسبی برای تصدی بر این وزارتخانه دانست و گفت:
باید انتخاب یک نفر از بدنه آموزش و پرورش را گزینش پسندیده‌ای دانست، چرا که آقای بطحایی با توجه به سوابق کاری خود به مشکلات معیشتی و مالی فرهنگیان واقف است، ضمن آنکه مدیریت کلان در سطح وزارتخانه را نیز تجربه کرده است.

## مسئولیت‌ها
- مشاور معاون رئیس‌جمهور (حسین دهقان)
- رئیس بنیاد شهید و امور ایثارگران گیلان
- رئیس مرکز پشتیبانی امور جانبازان کشور
- مدیرکل امور جانبازان شمال‌غرب تهران
- مدیرکل امور جانبازان استان گیلان
- نماینده مردم شریف شهرستان رشت در مجلس دهم و نهم
- ریاست سازمان نقشه‌برداری کشور